# Eutelia morosa
Eutelia morosa är en fjärilsart som beskrevs av Holland 1894. Eutelia morosa ingår i släktet Eutelia och familjen nattflyn. Inga underarter finns listade i Catalogue of Life.